# Колесникова, Надежда Борисовна
Надежда Борисовна Колесникова  (род. 19 декабря 1960, Куйбышев) — российский учитель, государственный служащий в сфере образования Самарской области, депутат Государственной думы РФ (2016—2018).

## Биография
Родилась 19 декабря 1960 года в городе Куйбышев.
В 1978 году поступила в Куйбышевский государственный педагогический институт имени В. В. Куйбышева. В 1983 году окончила историко-английский факультет Куйбышевского государственного педагогического института имени В. В. Куйбышева по специальности «История, обществознание и английский язык».
С 1983 года по 1989 год работала учителем истории в средней школе № 88 города Куйбышева. Так же занималась организацией внеклассной и внешкольной работы для учеников.
В 1989 году была назначена начальником пионерского лагеря имени К. Э. Циолковского Куйбышевского металлургического завода имени В. И. Ленина. Лагерь располагался в Самарская области близ посёлка Жареный бугор. В 1990 году в лагере, открытом летом 1980 года, отметили первый юбилей. Занимала должность до 1993 года.
В 1993 году выпускница школы № 84 Надежда Колесникова стала инициатором создания в Самаре общеобразовательного учреждения нового типа — «Дневной пансион» Кировского района. Она предложила нетрадиционную для российского образования начальную школу полного дня, где была введена система предметного обучения, создан медико-психологический центр. В 1993 года Колесникова стала директором средней общеобразовательной школы с углубленным изучением отдельных предметов «Дневной пансион», располагавшейся в Кировском районе Самары.
В 1999 году в Самарском государственном университете защитила диссертацию на тему «Педагогические основы формирования индивидуального нравственного сознания младших школьников». Получила учёную степень кандидата педагогических наук.
В июле 2001 года «Дневной пансион» объединили со школой №84 «Экономист». В созданном образовательном учреждении МОУ СОШ «Дневной пансион-84» Колесникова заняла должность заместителя директора по научной работе.

### В администрации Самары
В 2002 году Надежда Колесникова назначена на должность заместителя начальника управлением образования администрации города Самары. Главой городского округа Самара в тот период был Георгий Лиманский (1997—2006).
В августе 2003 года Колесникова назначена руководителем управления образования администрации города Самары, в последующем переименованного в департамент образования.
В октябре 2006 года на очередных выборах мэра Самары Георгий Лиманский, выдвинутый «Единой Россией», уступил Виктору Тархову от «Российская партия жизни».
После этого поражения на выборах, Колесникова вместе с другими представителями его команды Лиманского, была уволена из администрации Самары.

### В министерстве образования и науки Самарской области
В 2006 году перешла на работу в министерство образования и науки Самарской области. Работала в Самарском управлении на должности начальника отдела высшего образования. Затем была назначена руководителем Самарского управления министерства образования и науки Самарской области. Занимала должность до 2010 года.

### В администрации Самары
В октябре 2010 года на очередных выборах мэра Самары победил Дмитрий Азаров, выдвинутый«Единой Россией». В ноябре 2010 года новый глава города назначил Колесникову на должность руководителя департамента образования городского округа Самара. На этой должности она сменила Сергея Шабаева. Занимала должность до февраля 2014 года.

### В министерстве образования и науки Самарской области
13 февраля 2014 года губернатор Самарской области Николай Меркушкин назначил в министерство образования и науки Самарской области заместителей министра. Надежда Колесникова была назначена заместителем министра — руководителем департамента общего образования и проектно-аналитической деятельности.
Праймериз «Единой России» 2016
В декабре 2015 года в партии «Единая Россия» началась подготовка к внутрипартийному отбору (праймериз) кандидатов на выборы в Госдуму 7 созыва в сентябре. День партийных праймериз был назначен на 22 мая. Для потенциальных участников голосования в декабре был запущен проект «Кандидат». В Самарской области региональное отделение «Единой России» отбирало кандидатов по 5 одномандатным избирательным округам (№ 158 — № 162) и по единому избирательному округу. Приём документов от желающих участвовать в предварительном голосовании проходил с 12 февраля по 10 апреля. Колесникова была зарегистрирована претендентом по округу № 158. 18 апреля Колесникова участвовала в дебаты участников праймериз «Единой России» в студии ГТРК «Самара». 22 мая в Самарской области прошло внутрипартийное голосование (праймериз) «Единой России» по выбору кандидатов в депутаты Госдумы РФ. Надежда Колесникова участвовала в праймериз по Самарскому одномандатному избирательному округу № 158. 25 мая руководство самарского отделения «Единой России» объявило, что в округе 158 победу одержала Надежда Колесникова, получившая 72,67 %.
Российское движение школьников
В мае 2016 года заместитель министра образования и науки Самарской области Надежда Колесникова возглавляла делегацию Самарской области на первый съезд Российского движения школьников (РДШ) в Москве.
Создать в России общественно-государственную детско-юношескую организацию «Российское движение школьников» распорядился в октябре 2015 года президент Владимир Путин. Организация была учреждена в марте 2016 года, её главой стал стал космонавт Сергей Рязанский. На съезде 18-19 мая был избран состав координационного совета РДШ, принято решение о создании региональных отделений РДШ в образовательных учреждениях — пилотных школах, представлена символика. Тогда же Надежда Колесникова стала координатором Самарского отделения детско-юношеской организации «Российское движение школьников».

### Депутат Государственной думы
Летом 2016 года Колесникова по итогам праймериз была выдвинута кандидатом от «Единой России» по Самарскому одномандатному избирательному округу № 158 (часть Самары. В округ входили 5 районов городского округа Самара (районы Железнодорожный, Куйбышевский, Ленинский, Октябрьский, Самарский), городской округ Новокуйбышевск и 5 районов: Алексеевский, Большеглушицкий, Большечерниговский, Волжский, кроме северо-восточной части, Нефтегорский. 1 августа окружная избирательная комиссия № 158 зарегистрировала Колесникову кандидатом. В ходе избирательной кампании основным конкурентом был Михаил Матвеев от КПРФ.
На состоявшихся 18 сентября 2016 года выборах в Государственную думу по Самарскому округу № 158 явка составила 49,66 %. Всего в ящиках было 243031 бюллетеней. Из них Колесникова получила 109 435 или 45 %. Михаил Матвеев получил 49 984 голосов (20,56 %) и занял второе место. Колесникова была избрана депутатом Государственной думы 7 созыва.
5 октября 2016 года были сформированы составы комитетов Госдумы 7 созыва. Колесникову включили в состав комитета по вопросам семьи, женщин и детей (председатель Т. В. Плетнёва, КПРФ). С 25 октября 2017 года входила также в состав комитета по контролю и регламенту (председатель О. В. Савастьянова, ЕР). Была руководителем подкомитета по социальным вопросам Комитета по контролю и регламенту.
В апреле 2018 года Надежда Колесникова летала в Боливию, где представляла Россию на 12-м саммите женщин-парламентариев, проходившем в Конференц-центре UNASUR в Сан-Бенито, Кочабамба. Также она посетила парламент Боливии в Ла-Пасе
29 мая 2018 года Надежда Колесникова и пять других депутатов-единороссов в Госдуме (Виктор Казаков, Владимир Бокк, Игорь Станкевич, Леонид Симановский, Владимир Шаманов) участвовали в собрании фракции «Единая Россия» в Самарской Губернской думе.
13 июня 2018 года СМИ сообщили, что в Госдуме на очередном заседании депутаты досрочно прекратили полномочия Надежды Колесниковой на основании её заявления. Позднее она заявила: «Мне поступило предложение о новой интересной и ответственной работе в Москве. И я приняла это предложение. Какая это работа, я смогу сказать через два-три месяца. … Я написала заявление о сложении депутатских полномочий сейчас, чтобы успеть провести довыборы, совместив их с выборами губернатора. Так будет и проще, и дешевле для бюджета Самарской области». Она исходила из того, что довыборы могут быть состояться только в единый день голосования и быть назначены не позднее чем за 85 дней до дня голосования. В 2018 году этот день приходился на 9 сентября, а последний день для назначения дополнительных выборов на 15 июня. ЦИК РФ сделал это 14 июня. Уже 18 июня, врио губернатора Самарской области Дмитрий Азаров в Самаре на открытии концертно-театрального комплекса «Дирижабль» в здании бывшего Коммерческого клуба предложил выдвинуть на досрочные выборы Александра Хинштейна.
По данным сайта Госдумы Надежда Колесникова за период работы депутатом была соавтором 23 законодательных инициатив.

### ГК Просвещение
В июле 2019 года стало известно, что после ухода из Госдумы Надежда Колесникова получила должность в группе компаний «Просвещение», в которую входит одноименное издательство. Сперва она заняла должность вице-президента по проектной деятельности. А 4 июля 2019 года в Самаре на конференции «Инфо-стратегия 2019: Общество. Государство. Образование» выступала в качестве главного редактора АО «Издательство «Просвещение».